# 2657 Bashkiria
A 2657 Bashkiria (ideiglenes jelöléssel 1979 SB7) a Naprendszer kisbolygóövében található aszteroida. Nyikolaj Sztyepanovics Csernih fedezte fel 1979. szeptember 23-án.